# كسيلة
كسيلة (ت 71 ھ / 688م) والمعروف أيضًا باسم أكسل، هو حاكم مسيحي بربري في زمن الفتح الإسلامي للمغرب، في القرن السابع الميلادي، وحاكم مملكة ألطافا وفقًا لبعض المؤرخين، وزعيم قبيلة أوربة، وهي قبيلة بربرية مسيحية مستقرة من الأوراس ويقال أنه كان زعيمًا للصنهاجة. في عهده امتدت سلطته من وليلي في الغرب إلى الأوراس في الشرق ثم القيروان وداخل إفريقية. اشتهر كسيلة في المقام الأول بقيامه بمقاومة عسكرية بربرية ضد الفتح الإسلامي للمغرب في ثمانينيات القرن السابع. توفي في إحدى تلك المعارك في عام 688م. هو زعيم قبائل أوْرَبَة وصَنْهَاجَة وكان حاكم إفريقية لبضع سنوات.
يختلف المؤرخون حول أصل هذه الشخصية ودورها خلال الفتح الإسلامي للمغرب. وهذا، باختلاف المصادر العربية، والتي تتناقض في كثير من الأحيان. وتظل رواية ابن خلدون هي الأكثر تداولًا، وعند البعض الأكثر تفضيلًا، من بين مجموع المصادر العربية.
وفقاً لابن خلدون، ظهر كسيلة لأول مرة عندما لقيه أبو المهاجر دينار، والي إفريقية والقائد الأعلى لجيش المسلمين في المغرب بعد عزل عُقبة بن نافع في عام 56ھ، اطمأن كسيلة لأبي المهاجر وأسلم في عام 59، فأصبحت قبيلة أوربة ضمن جماعة المسلمين. وفي السنة الموالية، قام أبو المهاجر مع حليفه كسيلة بفتح بعض مناطق التواجد الرومي (البيزنطي)، أهمّها ميناءا قرطاج وميلة. إلا أنه في عام 61، وبوفاة معاوية بن أبي سفيان وتولي ابنه يزيد حكم الدولة الأموية، عُزل أبي المهاجر ووُلي عقبة بن نافع حاكما على إفريقية للمرة الثانية. هذا الحدث الأخير كان بداية مرحلة جديدة في توسع الدولة الأموية بالمغرب. قام عقبة بن نافع بمهاجمة بلاد أوربة، غير آبه بنصح أبي المهاجر له بعدم مهاجمتها وأن كسيلة حليفه وأنه قد أسلم. خَضَع كسيلة لعقبة بن نافع وسايره في بقية حملته كاتما بُغْضه. في طريق العودة إلى إفريقية، وعند المرور عبر بلاد أوربة، ترك كسيلة جيش عقبة بن نافع، الذي سارع للوصول لإفريقية. إلا أنه حوصر من طرف جيش كسيلة قرب موضع تهودة حيث قُتل، وكان ذلك في عام 63. دخل كسيلة القيروان وصار حاكما على إفريقية، وهو لا يزال على الإسلام.
قُتل كسيلة في عام 71 في معركة ممس التي جرت بين الجيش الأموي في عهد عبد الملك بن مروان بقيادة القائد الأموي زُهَير بن قَيس المتمركز في برقة.

## اسمه

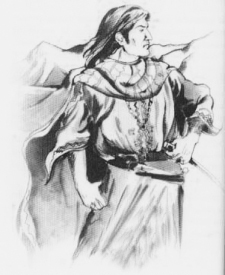
رسم تخيلي لكسيلة زعيم أوربة الذي قتل عقبة ورفاقه وسيطر على إفريقية بعدها لبضع سنوات.

لم تُذكر شخصية كسيلة صراحةً إلا في المصادر العربية، وهي التي يرجع لها الفضل في معرفة اسمها. كتبه المؤلفون العرب «كسيلة»، لكنهم اختلفوا في قراءته، منهم من ضم الكاف وفتح السين، وهو الشائع: كُسَيْلَة، ومنهم من فتح الكاف وكسر السين: كَسِيلَة. وكان أول من ذكره هو المؤرخ ابن عبد الحكم (ت 297 ھ). يَعْرِفُ الطوارق كذلك هذه الشخصية في تراثهم الشفهي باسْمٍ مُحَوَّرٍ عن العربية، وهو «كُسَيْلَتَ».
وإن لم يكن أصل تسمية كسيلة أبدا محل انشغال المؤرخين القدماء، فقد أثار اهتمام المؤرخين المعاصرين، ففي سنة 1968م، اقترح شارل إمَنْويل دُفورك فرضيةَ كونِ الاسمِ تَحْويرا لاسم النسب اللاتيني «Caecilius». هذا الأخير واسع الانتشار في أفريقيا الرومانية [الفرنسية]، خاصة في وَليلة. ووفق هذه الفرضية، فقد أُبقي على جذْر الاسم وحُذف اللاحق اللاتيني ius- الذي يفيد النسبة. وقد أُعيد ذكر نفس الفرضية مرارا، لا سيما من طرف كَبْرِيِيل كَم (1984) الذي يرى أن الاسم في جميع الحالات ليس أمازيغيًا. إلا أن وجود الجذر الأمازيغي «ک س ل» يجعل من فرضية كون الاسم أمازيغيًا في الأصل ممكنة. ومن كلمات هذا الجذر اللغوي «اکسل» (أكْسْلْ) التي تعني النمر بالأمازيغية الشاوية. وهو الاسم الذي شاع مؤخرا في بعض الأوساط وكان يطلق على شخصية كسيلة.

## سيرته

شمال أفريقيا في القرن السادس

وفقًا للمؤرخ نوي فيلافيردي، كان كسيلة على الأرجح ملكًا لألطافا. وتربط مصادر أخرى أقرب إلى زمن كسيلة بينه وبين جبال الأوراس. نشأ كسيلة في الأراضي القبلية البربرية في عهد الإمبراطورية البيزنطية. يُعتقد أن كسيلة كان مسيحيًا بناءً على اسمه الروماني. وفقًا للمؤرخ غابرييل كامبس، كان اسمه ترجمة محتملة إلى اللغة الأمازيغية للاسم اللاتيني "Caecilius"، مما يدل على أنه كان من عائلة أمازيغية نبيلة. حتى اسمه أثار فضول المستشرقين؛ فهو على النقيض من غيره من ملوك البربر، مثل أسلافه ماسونا، وماستيس، وماستيغاس، وغارمول.
يذكر ابن الأثير أن كسيلة جاء إلى أبي المهاجر دينار وأسلم، وصحب أبا المهاجر، فلما ولي عقبة عرفه أبو المهاجر محل كسيلة وأمره بحفظه فلم يقبل واستخف به. فأضمر كسيلة الغدر، فلما رأى الروم قلة من مع عقبة أرسلوا إلى كسيلة وأعلموه حاله، وكان كسيلة في عسكر عقبة مضمرًا للغدر. فلما راسلوه أظهر ما كان يضمره وجمع أهله وبني عمه وقصد عقبة، فقال أبو المهاجر لعقبة: عاجله قبل أن يقوى جمعه. فزحف عقبة إلى كسيلة، فتنحى كسيلة عن طريقه ليكثر جمعه.
حارب كسيلة ضد قوات عقبة بن نافع وقوات قيس بن زهير البلوي، ممَّا تسبب بتأخير فتوحات المسلمين في شمال أفريقيا. عندما توجه عقبة في سيره نحو الساحل عبر ممر تازة باتجاه طنجة، وانهزم البربر والأفارقة أمامه بعد أن كثر فيهم القتل فلاذوا بالحصون والقلاع. في هذه المعارك قتل الكثير من البربر وخاصةً بربر أوربة، فكان ذلك عاملًا مهمًا دفع زعيمهم كسيلة إلى الفرار من الجيش مترصدًا عقبة حتى يعود إلى الشرق من غزوته ليثأر منه لنفسه وللبربر، وأخذ يعد جيشًا بربريًا بالاتفاق والتنسيق مع الروم للتصدي لعقبة. لم يحاصر عقبة الحصون التي تتطلب جهدًا وقوةً لفتحها، وفضل مهاجمة غير البربر من سكان المغرب النصارى، وتوغل غربًا حتى وصل لجوار طنجة.:26

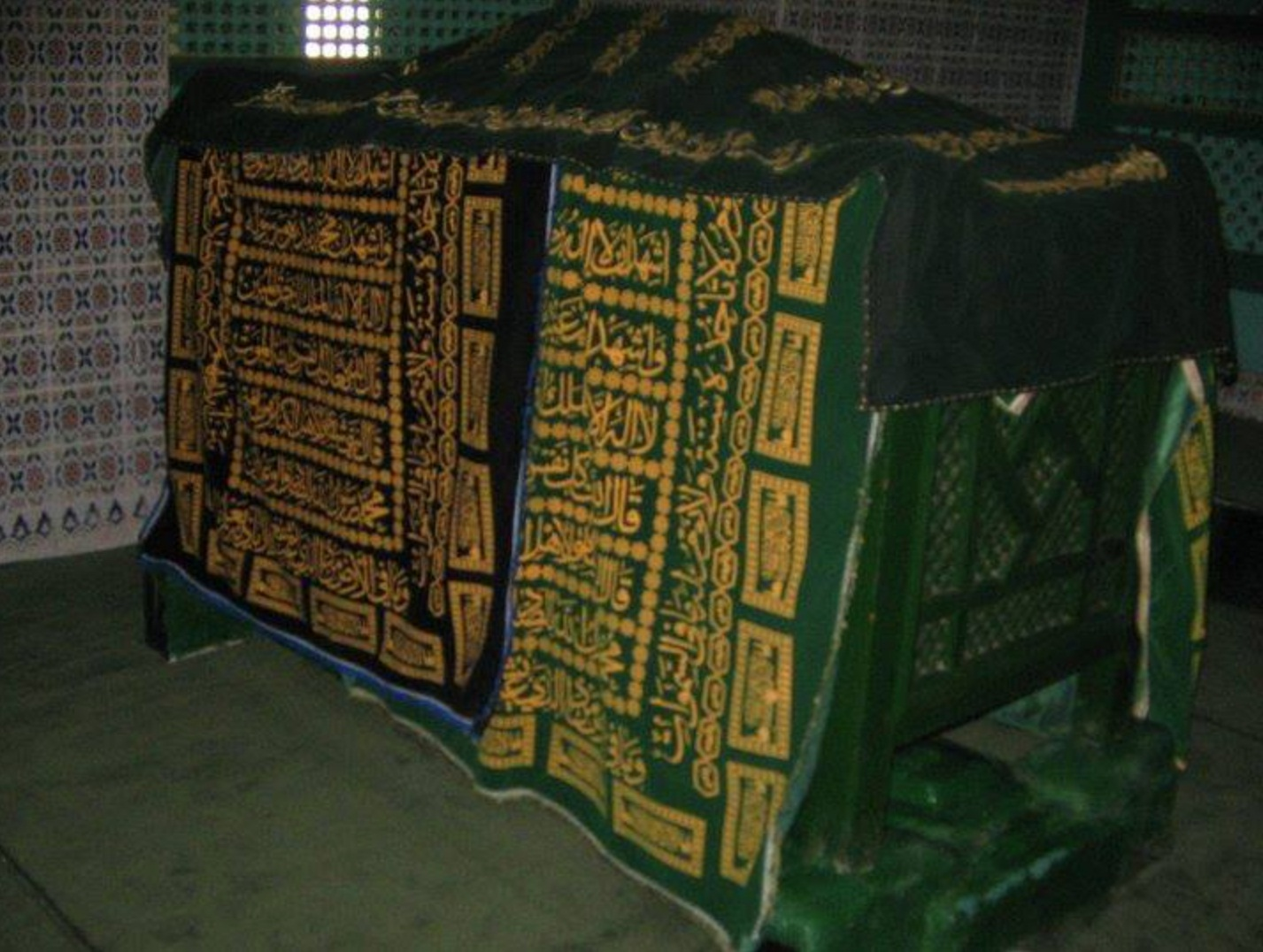
ضريح يُنسب إلى عقبة بن نافع بسيدي عقبة بالجزائر.

ولما بلغ عقبة مدينة طبنة، صرف جل عساكره إلى القيروان حتى بقي في قلةٍ من جنده، يقدر عددهم بحوالي 300 رجل فقط، معظمهم من الصحابة والتابعين. فاستغل كسيلة ذلك للثأر من المسلمين، واتصل بالروم والفرنجة وحشد منهم ومن قبائل البربر غير المسلمة جيشًا قوامه خمسون ألف مقاتلٍ تقريبًا، واعترض عقبة ومن معه عند تهودة في الزاب جنوب جبال الأوراس. فلما رأى عقبة جيش العدو أيقن بالنهاية، فأخلى سبيل أبي المهاجر وطلب منه الانصراف إلى المشرق، وكذلك من المسلمين الذين يرغبون في العودة، وصمم هو على أن يقتل في سبيل الله. لكن أبا المهاجر رفض وأفراد الجيش، بل أن أبا المهاجر رفض أن تفك قيوده كي لا يغرى بالانسحاب، ونزل هو والجنود عن خيولهم وكسروا أغماد سيوفهم كي لا تعاد فيها.:29 وسرعان ما اشتبك عقبة ورجاله مع جيش كسيلة في معركةٍ غير متكافئة، فقُتل عقبة وأبو المهاجر وأغلب الجيش، ووقع في الأسر قلة منهم محمد بن أوس الأنصاري ويزيد بن خلف العبسي، افتداهم ابن مصاد البربري المسلم صاحب قفصة، وأرسلهم إلى زهير بن قيس البلوي نائب عقبة على القيروان.
توجه كسيلة إلى إفريقية، وبها أصحاب الأنفال والذراري من المسلمين، فطلبوا الأمان من كسيلة فآمنهم ودخل القيروان واستولى على إفريقية.
وفي عام 687 م وصلت التعزيزات العربية بقيادة زهير بن قيس. التقى بهم كسيلة في عام 688م في معركة ممس. وبسبب تفوقهم العددي الهائل، هُزم البربر وقُتل كسيلة. في عام 693م، أرسل الخليفة عبد الملك بن مروان جيشًا قوامه 40 ألف رجل بقيادة حسان بن النعمان إلى برقة وطرابلس من أجل إزالة التهديد البيزنطي للأمويين في شمال أفريقيا. ولم يواجهوا أي مجموعات منافسة حتى وصلوا إلى إفريقية حيث فتحوا قرطاج وهزموا البيزنطيين والبربر. ولكن لم تكن هذه هي الحالة الأخيرة للمقاومة البربرية، حيث خلفت الكاهنة ديهيا كزعيمة للقبائل البربرية بعد مقتل كسيلة في ثمانينيات القرن السابع الميلادي.

## توظيفات ثقافية
يُعد كسيلة شخصية رئيسية لعدة روايات شفهية عند بعض الطوارق. ويبدو على هذه الروايات أثر واضح من المصادر المكتوبة، والتي هي بطبيعة الحال عربية. ويُعدّ أبرز اختلاف بين النصوص العربية والروايات الطارقية في كون هذه الأخيرة، بعكس الأولى، تجعل من كسيلة — الذي يُدعى عادةً «كُسَيْلَتَ» بالطارقية — شخصية حاملة لقيم إيجابية. فهو يظهر بمظهر النبيل الأنوف الذي يقف في وجه العربي عقبة بن نافع الذي لا يحترم العرف الأخلاقي ولا النظام الاجتماعي الموجود. كما تجعل منه الجد الأعلى للمجموعات الطارقية والحاكم على بلاد الطوارق قُبَيْل دخول الإسلام.

### استشهادات
1. ↑  Emmanuel K. Akyeampong; Henry Louis Gates, Jr., eds. (2012), Dictionary of African Biography (بالإنجليزية), New York City: Oxford University Press, OL:24839793M, QID:Q46002746
2. ↑  Dictionary of African Biography, Volumes 1-6, By Emmanuel Kwaku Akyeampong, Henry Louis Gates
3. 1 2  Modéran، Y. (2005). "Kusayla, l'Afrique et les Arabes". Identités et Cultures dans l'Algérie Antique. University of Rouen. ISBN:2-87775-391-3.
4. ↑  Fairbairn, Donald (25 May 2021). The Global Church (بالإنجليزية). Zondervan Academic. ISBN:978-0-310-09786-0. The general Uqba ibn Nafi led the Arab armies west through the Sahara to the Atlantic Ocean, but they were defeated by Berber forces led by Aksel of Mauritania, probably in 683, and forced back to Qayrawan.
5. 1 2 3 4 5  مُنيس (1988)، الصفحة 261. (انظر الببليوغرافيا)
6. ↑  Midstream نسخة محفوظة 2024-05-22 على موقع واي باك مشين., Volume 39 Theodor Herzl Foundation
7. ↑  The Great Arab Conquests: How the Spread of Islam Changed the World We Live InHugh Kennedy نسخة محفوظة 2023-03-26 على موقع واي باك مشين. Hachette UK,
8. ↑  Middle East and Africa: International Dictionary of Historic Places نسخة محفوظة 2024-05-22 على موقع واي باك مشين. Trudy Ring, Noelle Watson, Paul Schellinger Routledge
9. ↑  Historical Dictionary of Tunisia نسخة محفوظة 2023-03-26 على موقع واي باك مشين. Kenneth J. Perkins Rowman & Littlefield
10. ↑  Islam, 01 AH-250 AH: A Chronology of Events نسخة محفوظة 2023-04-03 على موقع واي باك مشين. Abu Tariq Hijazi Message Publications,
11. ↑  "Amazigh King" (بالإنجليزية الأمريكية). Archived from the original on 2018-12-23. Retrieved 2023-06-14.
12. ↑  "Reino de Altava HistoriayLista de reyes de Altava" (بالتايلندية). Archived from the original on 2023-06-14. Retrieved 2023-06-14.
13. 1 2 3  مُنيس (1988)، الصفحة 264. (انظر الببليوغرافيا)
14. 1 2 3  مُدِران (2008، الفقرة 11)
15. ↑  مُنيس (1988)، الصفحة 252. (انظر الببليوغرافيا)
16. 1 2  مُنيس (1988)، الصفحة 262. (انظر الببليوغرافيا)
17. 1 2 3  مُنيس (1988)، الصفحة 263. (انظر الببليوغرافيا)
18. ↑  عَهِدَ ُعَبِدَ الـمَـلـگ ۉآِبِڼائهِ التاريخ الإسلامي اطلع عليه في 1 أغسطس 2015 نسخة محفوظة 16 يناير 2017 على موقع واي باك مشين.
19. ↑  مُدِران (2008، الفقرة 1)
20. 1 2 3 4 5  مُدِران (2008، الفقرة 2)
21. ↑  مُدِران (2008، الفقرة 5)
22. 1 2 3 4 5 6  كلودو خواد, إلين. "Koceila, Koseyla, Koseylata – dans la tradition orale touarègue" [كُسَيْلة، كُسَيْلَ، كُسَيْلَتَ – في التراث الطارقي الشفهي]. الموسوعة البربرية [على الإنترنت] (بالفرنسية). Archived from the original on 2019-04-18.
23. ↑  ويغه (1907). «القاموس الشاوي-العربي-القبائلي-الفرنسي». الجزائر العاصمة: مطبعة أدُلف جُردان. الصفحة 38.
24. ↑  Noé Villaverde، Vega. El Reino mauretoromano de Altava, siglo VI [The Mauro-Roman kingdom of Altava]. ص. 355.
25. ↑  Camps, Gabriel (1984). "Rex gentium Maurorum et Romanorum. Recherches sur les royaumes de Maurétanie des VIe et VIIe siècles". Antiquités africaines (بfr-FR). 20 (1): 183–218. DOI:10.3406/antaf.1984.1105. Archived from the original on 2015-09-24. Retrieved 2014-05-04.{{استشهاد بدورية محكمة}}:  صيانة الاستشهاد: لغة غير مدعومة (link)
26. ↑  "الكامل في التاريخ - ثم دخلت سنة اثنتين وستين- الجزء رقم3، صفحة 207، 208". www.islamweb.net. اطلع عليه بتاريخ 2025-05-21.
27. ↑  Claudot-Hawad, H. (1 Jan 2008). "Koceila, Koseyla, Koseylata". Encyclopédie berbère (بالفرنسية) (28–29): 4264–4269. DOI:10.4000/encyclopedieberbere.103. ISSN:1015-7344. Archived from the original on 2023-10-31.
28. 1 2  ابن عذاري؛ تحقيق ومراجعة: ج. س. كولان، إ. ليڤي بروفنسال (1983). البيان المغرب في اختصار أخبار ملوك الأندلس والمغرب، الجزء الثاني (ط. الثالثة). بيروت - لبنان: دار الثقافة. {{استشهاد بكتاب}}: تحقق من التاريخ في: |سنة= (مساعدة)
29. ↑  المالكي، أبو بكر عبد الله بن محمد؛ تحقيق: بشير البكوش - محمد العروسي المطوي (1414 هـ - 1994م). كتاب رياض النفوس في طبقات علماء القيروان وإفريقية (الجزء الأول) (PDF) (ط. الثانية). بيروت - لبنان: دار الغرب الإسلامي. ص. 25. اطلع عليه بتاريخ 2 يناير 2016م. {{استشهاد بكتاب}}: تحقق من التاريخ في: |تاريخ الوصول= و|سنة= (مساعدة)
30. ↑  أبو العباس أحمد بن خالد بن محمد الناصري الدرعي الجعفري السلاوي، شهاب الدين؛ تحقيق: جعفر الناصري، محمد الناصري. الاستقصا لأخبار دول المغرب الأقصى، ج 1. الدار البيضاء - المغرب: دار الكتاب. ص. 132. مؤرشف من الأصل في 2021-05-14.
31. ↑  ابن عبد الحكم، عبد الرحمن (1415 هـ). فتوح مصر والمغرب، ج 1. مكتبة الثقافة الدينية. ص. 226. مؤرشف من الأصل في 13 مارس 2017. اطلع عليه بتاريخ 3 أبريل 2021. {{استشهاد بكتاب}}: تحقق من التاريخ في: |سنة= (مساعدة)
32. ↑  ابن الأثير الجزري؛ تحقيق: أبو الفداء عبدُ الله القاضي (1407 هـ - 1987م). الكامل في التاريخ، الجُزء الثالث (ط. الأولى). بيروت - لبنان: دار الكُتب العلميَّة. ص. 309. {{استشهاد بكتاب}}: تحقق من التاريخ في: |سنة= (مساعدة)
33. ↑  "موسوعة السيرة النبوية والتاريخ الإسلامي - خلافة بني أمية - سنة ثنتين وستين - خروج كسيلة بن لمزم البربري على عقبة بن نافع". www.islamweb.net. اطلع عليه بتاريخ 2025-05-21.
34. ↑  آمي مَكينا (2010). The History of Northern Africa [تاريخ أفريقيا الشمالية] (بالإنجليزية). p. 40. Archived from the original on 2020-05-18.
35. ↑  Islamic books by ibn Taymiyyah, Maqdisi and Abdullah Azzam. Ibn Taymiyyah and Sayyid Qutb. 2015.

### ببليوغرافيا